# 杉並区立井草中学校
杉並区立井草中学校（すぎなみくりつ いぐさちゅうがっこう）は、日本の東京都杉並区上井草三丁目にある区立中学校。

## 概要
1948年4月、桃井第一小学校内に井荻第二中学校として開校。翌1949年4月、杉並区立井草中学校と校名決定し、6月には新校舎8教室分が落成し、開校記念日が制定された。隣接する井荻中学校でも言えることだが、終戦直後の既存の小学校や私立学校などに教室を借りる形で開校し、校舎が後から建設されることがよくあった。
1953年12月には校旗が制定、1954年3月には校歌発表会と2教室分の増築が行われ、1950年9月文部省産業教育指定校に決定され、1958年には6教室分の増築を行った。
更に1960年3月には体育館が落成され1962年3月、鉄筋校舎8教室が改築された。
2009年頃から旧校舎の全面改築が行われ、2011年に体育館と新校舎A・B棟が、2012年に新校舎C棟が、2013年3月に校庭が完成し6月には校舎落成祝賀会が行われた。

## 沿革
- 1948年3月31日 - 初代校長着任
  - 4月5日 - 杉並区立桃井第一小学校内仮校舎で仮称杉並区立井荻第二中学校として開校
- 1949年4月27日 - 杉並区立井草中学校と校名決定
  - 6月1日 - 新校舎8教室完成
- 1950年8月29日 - 2教室増築完成
- 1951年4月1日 - 2代校長着任
- 1952年6月13日 - 校庭、垣根、正門工事完成
- 1953年6月1日 - 創立5周年記念式典挙行
  - 12月25日 - 校旗制定
- 1954年3月9日 - 校歌発表会
  - 3月20日 - 2教室増築完成
- 1955年9月10日 - 文部省産業教育指定校に決定
  - 10月1日 - 3代校長着任
- 1956年12月26日 - 産振指定による特別教室完成
- 1957年6月13日 - 産業教育の研究発表会
- 1958年3月11日 - 6教室増築完成
- 1959年3月11日 - 創立10周年記念式典挙行
- 1961年3月10日 - 体育館完成
  - 6月1日 - 4教室管理室完成
- 1962年3月12日 - 鉄筋校舎8教室改築完成
  - 4月1日 - 4代校長着任
  - 12月25日 - コンクリート万年塀完成
- 1964年5月30日 - プール完成
- 1965年2月28日 - 鉄筋8教室増築完成
- 1667年4月1日 - 5代校長着任
- 1668年3月31日 - 鉄筋3教室完成
  - 9月10日 - 創立20周年記念式典挙行
- 1969年3月31日 - 鉄筋4教室増築完成
- 1970年1月1日 - 木造校舎一部焼失
  - 4月1日 - 6代校長着任
- 1975年4月1日 - 7代校長着任
  - 4月23日 - 鉄筋特別教室増築完成
- 1977年3月23日 - 体育館ステージ完成
- 1978年10月14日 - 創立30周年記念式典挙行
- 1979年9月20日 - 鉄筋特別教室棟完成
- 1980年3月1日 - 更衣室完成
  - 4月1日 - 8代校長着任
- 1983年4月1日 - 9代校長着任
- 1984年9月7日 - 本校舎窓枠取替え、体育館床工事完成
- 1986年4月1日 - 10代校長着任
- 1988年10月29日 - 創立40周年記念式典挙行
- 1990年4月1日 - 11代校長着任
  - ボランティア活動協力校（～1992年度）
- 1991年3月31日 - 給食室改築完成
- 1992年3月15日 - コンピュータ室改修工事完成
  - 3月31日 - 万年塀改修工事完成
- 1995年3月17日 - 03月17日	体育館更衣室改修工事完了
  - 04月01日 - ボランティア活動モデル校～9年

## 通学区域
通学区域は、井草の一部、上井草、善福寺の一部が中心となっている。しかし、新校舎が完成後に八成や西荻窪周辺からも生徒が集まっているため、生徒数の増加がみられる

## 生徒数の増加について
2013年3月の新校舎竣工により、杉並区内での所属生徒数が500名を超える状況になった。
（杉並区内の公立中学校としては、一番生徒数が多い）
この要因として校舎の立地条件が挙げられ、練馬区からの越境入学者も含まれ、更に新校舎の人気も相まって近いうちに学区内在住のみ通学可能という方針を検討することとなっている。

## 著名な出身者
- 三上祐一（俳優）
- 松田龍平（俳優）
- 松田翔太（俳優）
- 沢尻エリカ（女優）
- 岩橋玄樹（King & Prince）
- 上村康太（元ラグビー選手）